# Horch
Хорх је немачки произвођач аутомобила са седиштем у Цвикауу с почетка двадесетог века.

## Историја
Компанију су основали Аугуст Хорх и његов први пословни партнер Сали Херц 14. новембра 1899. у Еренфелду, Келн. Аугуст Хорх је претходно био руководилац производње код Карла Бенца. Три године касније, 1902. године преселио је компанију у Рајхенбах им Фогтланд. 10. маја 1904. године основао је Horch & Cie. Motorwagenwerke AG, акционарско друштво у Цвикау (Саксонија). Град Цвикау је био главни град југозападне Сакон жупаније и један од индустријских центара Саксоније у то време.
Након проблема са Хорховим финансијским директором, Аугуст Хорх основао другу компанију, 16. јула 1909, August Horch Automobilwerke GmbH у Цвикау. Међутим убрзо је морао да промените име фирме јер Хорх је био већ регистровани бренд на који он није имао право. Дана 25. априла 1910. године је регистровао компанију Audi Automobilwerke у регистарском суду у Цвикау. Ауди је латински превод немачког глагола "хорх", што значи "слушати". Ауди име је предложено од стране сина једног од његовог пословног партнера из Цвикауа.
Године 1932. су обједињена оба предузећа из Цвикауа (Хорх и Ауди) са компанијама Zschopauer Motorenwerke J. S. Rasmussen (ДКВ бренд) и Вандерер те тако настаје корпорација Ауто унион, Саксонија.

## Рани модели
Компанија је првобитно почела са производњом модела 5 хп (3,7 kW; 5,1 КС) и 10 хп (7,5 kW; 10 КС), са двоцилиндричним аутомобилским мотором аутомобилес у Келну 1901. године.
Први Хорхов аутомобил је био 4,5 хп (3.4 kW; 4,6 КС), са блоком мотора од легуре, што је било јединствено достигнуће у то време. Имао отворену каросерију, са осветљењем које су пружале лампе са свећама у њима. За разлику од моћних аутомобила у каснијим годинама, први Хорх једва постизао максималну брзину од 32 км/ч. Користио је квачило са трењем и погонску осовину за пренос снаге на точкове што је било значајно у то врема.
Фирма убрзо запада у финансијске проблеме, што није изненађење обзиром на пионирски посао производње аутомобила у то време. Хорх је морао да тражи нове партнере.
У марту 1902. године, Аугуст Хорх производи 20 хп (15 kW; 20 КС) четвороцилиндрични аутомобил у  свом погона у Рајхенбах им Фогтланд. Хорх аутомобили су у то време сматрани напреднији и бољи од оних које је онда производио Мерцедес Бенз.
До 1903. године, Хорх је производио аутомобиле са мотором са четири цилиндра. У марту наредне године, он је представио свој нови ауто на сајму у Франкфурту.
Аугуст Хорх је 1904. године развио први шестоцилиндрични мотор, који се појавио 1907. Мориц Шес, космополита из Берлина, био је главни акционар компаније Хорх 1920. године. Он је успео да изгради Хорх бренд као веома пожељан увођењем уметности у рекламирању њихових производа.
Пол Дајмлер је 1923. године радио за Хорх као главни инжењер за моторе са 8 цилиндара, које су касније први увели у серијску производњу.

## Спој са Аудијем
Године 1909, надзорни одбор (немачки еквивалент Управног одбора) корпорације избацио је Хорха из фирме. Хорх је 25. априла 1910. основао  Audiwerke GmbH. Име је решење правног спора са својом старом компанијом око коришћења бренда Хорх и паметном игром речи (Ауди је буквално латински превод старо немачког хорх, што је императив глагола "слушати").
У 1928, компанију је купио Јирген Скафте Расмусен, власник ДКВ (на немачком Dampfkraftwagen, или возила са парним машинама), који је исте године купио и остке америчког произвођача аутомобила Рикенбекер. Рикенбекер поседовао опрему коју је укључио у своју производњу мотора са осам цилиндара.

## Ауто унион
Четири ауто произвођача Хорх, Ауди, ДКВ и Вандерер су се 29. јуна 1932. године, спојили формирајући Auto Union AG, Кемниц. Садашњи Ауди свој лого са четири прстена је преузео са логотипа Ауто униона, који представљао спајање ових четири компанија. Током 1930-их, Хорх је представио нову линију мањих и јефтинијих, али ипак пристојних, В8 аутомобила. Године 1936, Хорх је представио у Цвикауу 25,000-ти 8-цилиндрични луксузни аутомобил.
Ауто унион Гранд При Рејсинг аутомобили тип А до Д, развијени су и изграђен од стране специјалисте тркачког одељења Хорха који су радили у Цвикау између 1933. и 1939. године. Ауто унион аутомобили су освојила 25 трка између 1935. и 1937. године, које су возили Ернст фон Делиус, Тацио Нуволари Бернд Роземајер, Ханс Штук и Ахил Варзи.
Ауто унион је постао главни испоручилац возила за немачки Вермахт, као што су стандардни путнички аутомобили високе класе (Хорх 108), средње класе (Хорх 901 и Вандерер 901) и полу гусеничара Сд.Кфз. 11. Цивилна производња је обустављена након марта 1940. године. После рата Auto Union AG у Кемницу је распуштен и у Инголштату, Западна Немачка, основан је нови Auto Union GmbH, где се наставила производња цивилних аутомобила. Због распрострањеног сиромаштва у послератној Немачкој, је произведено само мали број ДКВ аутомобила са двоцилиндричним мотором. Ауто унион је купио 1964. године Фолксваген, те је поново уведен стари бренд Ауди, са својим новим моделом Ауди Ф103. Дајмлер-Бенц је задржала права на бренд Хорх све до средине 1980-их. Дајмлер-Бенз је потом пребацио права за име Хорх на Ауди који заузврат потписао изузеће да ће користити назив "Silberpfeil" (црна стрела) на свим  тркама у којим ће Ауди учествовати. Међутим, после тога, бренд Хорх, остаје заувек успаван.

## Веза са Трабантом
Током Другог светског рата, фабрика је претрпела велику штету од бомбардовања. Касније, кад су совјетске снаге заузеле подручје, она је постала део совјетског сектора подељене Немачке 1945. године, а касније је постао део Источне Немачке.
Стара Хорх фабрика је између 1955-1958, произвела аутомобил Хорх П240, са 6-цилиндричним мотором који је био веома цењен у то време. Бивши Хорх и Ауди у Цвикау су уједињени 1958. године, а нови бренд, Sachsenring, у оквиру Источно Немачке корпорације ИФА је рођен. Након уједињења 1958, модел П240 је преименован у Сахзенринг П240. Као што је Совјетска Управа необјашњиво забранила извоз модела П240, тако је економска администрација Источне Немачке одлучила да заустави производњу возила. ИФА такође производи први Трабант П-50 1957. године.
Погоне ауто индустрије у Цвикау 1991. године је купио Фолксваген, и ефикасно вратио његову повезаност са Аудијем.

## Ретки колекционарски примерци
Редак примерак модела Хорх 853А Спорт кабриолет из 1937. године, у оригиналном нерепарираном стању, продат је 24. јуна 2006. године на аукцији у Кортланду, Њујорку, за $ 299.000.
У касним 1930-им, Хорх испоручује ограничен број промотивних марама које носе Хорх лого. Шаљу се само најбогатијим возачима, највећим љубитељима аутомобила из предратне аутомобилске ере. Међутим, ту је и степен контроверзе у вези са овим марамама јер су обично биле тражене међу високим члановима СС.

## Хорх модели
| Тип                                     | Година производње | Цилиндри            | Запремина       | Снага           | Макс. брзина |
| --------------------------------------- | ----------------- | ------------------- | --------------- | --------------- | ------------ |
| 4-15 ПС                                 | 1900–1903         | 2 цилиндрични мотор |                 | 2,9-3,7 kW      | 60 км/ч      |
| 10-16 ПС                                | 1902–1904         | 2 цилиндрични мотор |                 | 7,4-8,8 kW      | 62 км/ч      |
| 22-30 ПС                                | 1903              | 4 цилиндрични мотор | 2.725 cm³       | 16,2-18,4 kW    |              |
| 14-20 ПС                                | 1905–1910         | 4 цилиндрични мотор | 2.270 cm³       | 10,3-12,5 kW    |              |
| 18/25 ПС                                | 1904–1909         | 4 цилиндрични мотор | 2.725 cm³       | 16,2 kW         |              |
| 23/50 ПС                                | 1905–1910         | 4 цилиндрични мотор | 5.800 cm³       | 29 kW           | 100 км/ч     |
| 26/65 ПС                                | 1907–1910         | 6 цилиндрични мотор | 7.800 cm³       | 44 kW           | 120 км/ч     |
| 25/60 ПС                                | 1909–1914         | 4 цилиндрични мотор | 6.395 cm³       | 40 kW           | 110 км/ч     |
| 10/30 ПС                                | 1910–1911         | 4 цилиндрични мотор | 2.660 cm³       | 18,4 kW         |              |
| K (12/30 ПС)                            | 1910–1911         | 4 цилиндрични мотор | 3.177 cm³       | 20,6 kW         | 75 км/ч      |
| 15/30 ПС                                | 1910–1914         | 4 цилиндрични мотор | 2.608 cm³       | 22 kW           | 80 км/ч      |
| Х (17/45 ПС)                            | 1910–1919         | 4 цилиндрични мотор | 4.240 cm³       | 33 kW           |              |
| 6/18 ПС                                 | 1911–1920         | 4 цилиндрични мотор | 1.588 cm³       | 13,2 kW         |              |
| 8/24 ПС                                 | 1911–1922         | 4 цилиндрични мотор | 2.080 cm³       | 17,6 kW         | 70 км/ч      |
| O (14/40 ПС)                            | 1912–1922         | 4 цилиндрични мотор | 3.560 cm³       | 29 kW           | 90 км/ч      |
| Пони (5/14 ПС)                          | 1914              | 4 цилиндрични мотор | 1.300 cm³       | 11 kW           |              |
| 25/60 ПС                                | 1914–1920         | 4 цилиндрични мотор | 6.395 cm³       | 44 kW           | 110 км/ч     |
| 18/50 ПС                                | 1914–1922         | 4 цилиндрични мотор | 4.710 cm³       | 40 kW (55 КС)   | 100 км/ч     |
| S (33/80 ПС)                            | 1914–1922         | 4 цилиндрични мотор | 8.494 cm³       | 59 kW           |              |
| 10 M 20 (10/35 ПС)                      | 1922–1924         | 4 цилиндрични мотор | 2.612 cm³       | 25,7 kW         | 80 км/ч      |
| 10 M 25 (10/50 ПС)                      | 1924–1926         | 4 цилиндрични мотор | 2.612 cm³       | 37 kW           | 95 км/ч      |
| 8 тип 303/304 (12/60 КС)                | 1926–1927         | 8 цилиндрични мотор | 3.132 cm³       | 44 kW           | 100 км/ч     |
| 8 тип 305/306 (13/65 КС)                | 1927–1928         | 8 цилиндрични мотор | 3.378 cm³       | 48 kW           | 100 км/ч     |
| 8 тип 350/375/400/405 (16/80 ПС)        | 1928–1931         | 8 цилиндрични мотор | 3.950 cm³       | 59 kW           | 100 км/ч     |
| 8 3 лит. тип 430                        | 1931–1932         | 8 цилиндрични мотор | 3.009-3,137 cm³ | 48 kW (65 КС)   | 100 км/ч     |
| 8 4 лтр. тип 410/440/710                | 1931–1933         | 8 цилиндрични мотор | 4.014 cm³       | 59 kW (80 КС)   | 100-110 км/ч |
| 8 4,5 лтр. тип 420/450/470/720/750/750Б | 1931–1935         | 8 цилиндрични мотор | 4.517 cm³       | 66 kW (90 КС)   | 115 км/ч     |
| 8 5 лтр. тип 480/500/500A/500Б/780/780Б | 1931–1935         | straight-8          | 4.944 cm³       | 74 kW (100 КС)  | 120-125 км/ч |
| 12 6 лтр. тип 600/670                   | 1931–1934         | В12                 | 6.021 cm³       | 88 kW (120 КС)  | 130-140 км/ч |
| 830                                     | 1933–1934         | В8                  | 3.004 cm³       | 51 kW (70 КС)   | 110-115 км/ч |
| 830Б                                    | 1935              | В8                  | 3.250 cm³       | 51 kW (70 КС)   | 115 км/ч     |
| 830Бк/830БЛ                             | 1935–1936         | В8                  | 3.517 cm³       | 55 kW (75 КС)   | 115-120 км/ч |
| 850/850 Спорт                           | 1935–1937         | 8 цилиндрични мотор | 4.944 cm³       | 74 kW (100 КС)  | 125-130 км/ч |
| 830БЛ/930В                              | 1937–1938         | В8                  | 3.517 cm³       | 60 kW (82 КС)   | 120-125 км/ч |
| 830BБЛ/930В                             | 1938–1940         | В8                  | 3.823 cm³       | 67,6 kW (92 КС) | 125-130 км/ч |
| 851/853/853A/855/951/951A               | 1937–1940         | 8 цилиндрични мотор | 4.944 cm³       | 74 kW (100 КС)  | 125-140 км/ч |

## Хорх модели по години производње
- 1900 - Хорх 4/5PS
- 1902 - Хорх 10/12PS
  - Хорх 10/16PS
- 1904 - Хорх 14/17PS
  - Хорх 18/22PS
- 1905 - Хорх 35/40PS
- 1906 - Хорх 31/60PS
- 1907 - Хорх 26/65PS
- 1908 - Хорх 11/22PS
  - Хорх 23/40PS
- 1909 - Хорх 25/60PS
- 1910 - Хорх 10/30PS
  - Хорх 12/30PS
  - Хорх 17/45PS
  - Хорх 15/30PS
- 1911 - Хорх 6/18PS
  - Хорх 8/24PS
  - Хорх 12/28PS
- 1912 - Хорх 14/40PS
- 1914 - Хорх 5/14PS
  - Хорх 18/50PS
  - Хорх S 33/80PS
- 1922 - Хорх 10 M20
- 1924 - Хорх 10 M25
- 1926 - Хорх 8 Тип 303
- 1927 - Хорх 8 Тип 304
  - Хорх 8 Тип 305
  - Хорх 8 Тип 306
- 1928 - Хорх 8 Тип 350
- 1929 - Хорх 8 Тип 375
- 1930 - Хорх 8 Тип 400
  - Хорх 8 Тип 405
  - Хорх 8 Тип 500
- 1931 - Хорх 8 Тип 410
  - Хорх 8 Тип 440
  - Хорх 8 Тип 450
  - Хорх 8 Тип 420
  - Хорх 8 Тип 470
  - Хорх 8 Тип 500A
  - Хорх 8 Тип 480
  - Хорх 12 Тип 670
  - Хорх 8 Тип 430
- 1932 - Хорх 8 Тип 710
  - Хорх 8 Тип 720
  - Хорх 8 Тип 750
  - Хорх 8 Тип 780
  - Хорх 8 Тип 500B
  - Хорх 12 Тип 600
- 1933 - Хорх 830
- 1935 - Хорх 850
- 1937 - Хорх 851
  - Хорх 951
  - Хорх 853
- 1938 - Хорх 855
  - Хорх 930
  - Хорх 901
  - Хорх 108
- 1940 - Хорх 801
- 1952 - Хорх P2
- 1955 - Хорх P240